# سدم ستودل
سُدم ستودل (باللاتينية: Sedum steudelii) نوع نباتي يتبع جنس السدم من الفصيلة المخلدية. سمي على اسم عالم النبات ستودل.

## الموئل والانتشار
موطنه بلاد الشام.